# HTSAR
HTSAR è uno dei due infragruppi (in tassonomia filogenetica) del sottogruppo AHTSAR (l'altro è Ancoracysta)
HTSAR comprende i due superregni (H) Haptista e TSAR, quest'ultimo diviso nei due regni (T)Telonemia e SAR, chiamato così perché contenente i due subphylum (S) Stramenopiles e (A) Alveolata (del phylum Halvaria), e il Phylum (R) Rhizaria.